# Dermestes
Dermestes is een geslacht van kevers, en het typegeslacht van de familie van de spektorren (Dermestidae). De wetenschappelijke naam van het geslacht werd in 1758 gepubliceerd door Carl Linnaeus.

## Soorten
- Dermestes affinis Sturm, 1843
- Dermestes ater DeGeer, 1774
- Dermestes aurichalceus Küster, 1846
- Dermestes avidus Christofori & Jan, 1832
- Dermestes bicolor Fabricius, 1781
- Dermestes boliviensis Háva & Kalík, 2005
- Dermestes caninus Germar, 1824
- Dermestes canus Sturm, 1843
- Dermestes carnivorus Fabricius, 1775
- Dermestes castaneus Thunberg, 1794
- Dermestes cinereus Dahl, 1823
- Dermestes coarctatus Harold, 1877
- Dermestes coronatus Steven in Schönherr, 1808
- Dermestes depressus Gebler, 1830
- Dermestes destructor Christofori & Jan, 1832
- Dermestes dimidiatus Boeber, 1802
- Dermestes elegans Gebler, 1830
- Dermestes elongatissimus Pic, 1916
- Dermestes elongatus Dejean, 1837
- Dermestes erichsoni Ganglbauer, 1904
- Dermestes fasciatus LeConte, 1854
- Dermestes fasciventris Reitter, 1881
- Dermestes flavicornis Schneider, 1785
- Dermestes floricola Melsheimer, 1806
- Dermestes freudei Kalík & Ohbayashi, 1982
- Dermestes frischii Kugelann, 1792
- Dermestes fuliginosus Rossi, 1792
- Dermestes fulvicollis Reitter, 1881
- Dermestes gerstaeckeri Dalla Torre, 1911
- Dermestes gyllenhalii Laporte, 1840
- Dermestes haemorrhoidalis Küster, 1852 – Zwartbruine spekkever
- Dermestes hankae Háva, 1999
- Dermestes hirticollis Fabricius, 1792
- Dermestes hispanicus Kalík, 1952
- Dermestes impressipennis Pic, 1942
- Dermestes insulanus Schneider, 1785
- Dermestes intermedius Kalík, 1951
- Dermestes kafkai Háva & Kalík, 1999
- Dermestes kaszabi Kalík, 1950
- Dermestes laniarius Illiger, 1802
- Dermestes laosensis Háva, 2004
- Dermestes lardarius Linnaeus, 1758 – Gewone spekkever
- Dermestes larvalis Cockerell, 1917
- Dermestes latissimus Bielz, 1850
- Dermestes lectulalius Goeze, 1777
- Dermestes leechi Kalík, 1952
- Dermestes leopardinus Mulsant & Godart, 1855
- Dermestes linearis Rossi, 1788
- Dermestes loebli Háva, 2002
- Dermestes maculatus DeGeer, 1774
- Dermestes madagascariensis Lepesme, 1939
- Dermestes marmoratus Knoch in Melsheimer, 1806
- Dermestes marocanus Háva, 1999
- Dermestes maximus Pic, 1915
- Dermestes murinus Linnaeus, 1758
- Dermestes nan Háva, 2002
- Dermestes nebulosus Melsheimer, 1806
- Dermestes nidum Arrow, 1915
- Dermestes niger Melsheimer, 1806
- Dermestes normandi Kalík, 1951
- Dermestes oblongus Sturm, 1843
- Dermestes obscurus Sturm, 1843
- Dermestes olivieri Lepesme, 1939
- Dermestes palmi Sjöberg, 1950
- Dermestes pardalis Billberg in Schönherr, 1808
- Dermestes patagoniensis Háva & Kalík, 2005
- Dermestes pauper Heer, 1847
- Dermestes persimilis Crotch, 1873
- Dermestes peruvianus Laporte, 1840
- Dermestes planus Mroczkowski, 1960
- Dermestes progenior Zhantiev, 2006
- Dermestes pulcher LeConte, 1854
- Dermestes rapax Christofori & Jan, 1832
- Dermestes rattus LeConte, 1854
- Dermestes reductus Kalík, 1952
- Dermestes roubali (Kalík, 1951)
- Dermestes ruficornis Sturm, 1843
- Dermestes rufofuscus Solier, 1849
- Dermestes sardous Küster, 1846
- Dermestes schneideri Háva, 2002
- Dermestes semistriatus Boheman, 1851
- Dermestes serraticornis Thunberg, 1787
- Dermestes shaanxiensis Cao, 1987
- Dermestes sibiricus Erichson, 1848
- Dermestes sichuanicus Háva, 1999
- Dermestes signatus LeConte, 1874
- Dermestes solskyi Dalla Torre, 1911
- Dermestes spadiceus elsheimer, 1806
- Dermestes spinipennis Christofori & Jan, 1832
- Dermestes sturmi Christofori & Jan, 1832
- Dermestes subaenescens Pic, 1943
- Dermestes szekessyi Kalík, 1950
- Dermestes talpinus Mannerheim, 1843
- Dermestes teretiusculus Schneider, 1785
- Dermestes tertiarius Wickham, 1912
- Dermestes tessellatocollis Motschulsky, 1860
- Dermestes undulatus Brahm, 1790
- Dermestes vetustus Zhantiev, 2006
- Dermestes viridanus Melsheimer, 1806
- Dermestes viridis Schneider, 1785
- Dermestes voi Háva, 2000
- Dermestes vorax Motschulsky, 1860
- Dermestes wittei Kalík, 1955